# El Lindero, La Perla
El Lindero är en ort i Mexiko.   Den ligger i kommunen La Perla och delstaten Veracruz, i den sydöstra delen av landet, 210 km öster om huvudstaden Mexico City. El Lindero ligger 2 342 meter över havet och antalet invånare är 632.
Terrängen runt El Lindero är bergig åt nordväst, men åt sydost är den kuperad. Runt El Lindero är det ganska tätbefolkat, med 199 invånare per kvadratkilometer. Närmaste större samhälle är Orizaba, 14,5 km sydost om El Lindero. I omgivningarna runt El Lindero växer huvudsakligen savannskog.